# Singulato iS6
Singulato iS6 – elektryczny samochód osobowy typu SUV klasy wyższej wyprodukowany pod chińską marką Singulato w 2018 roku.

## Historia i opis modelu

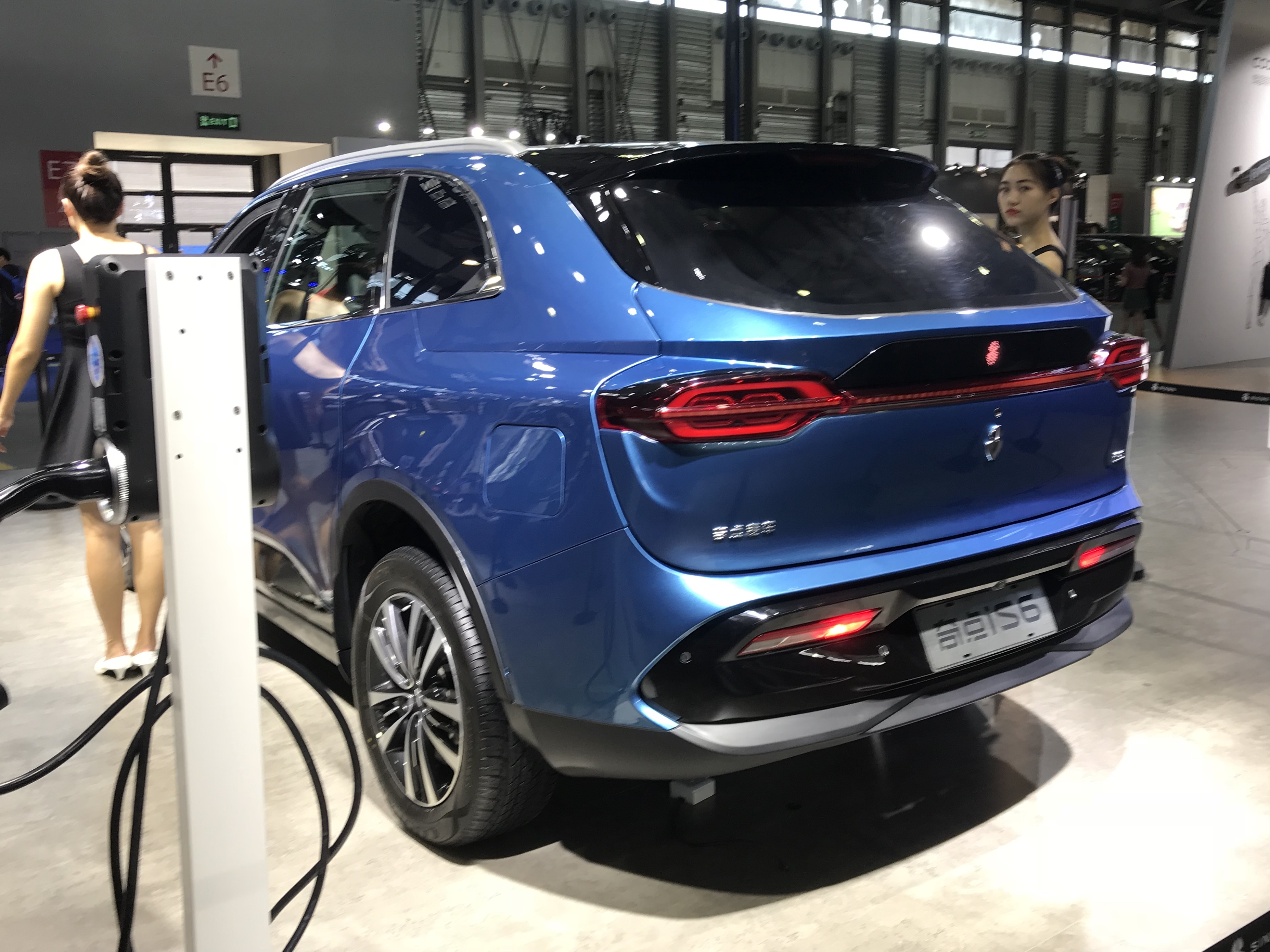
Singulato iS6 - tył

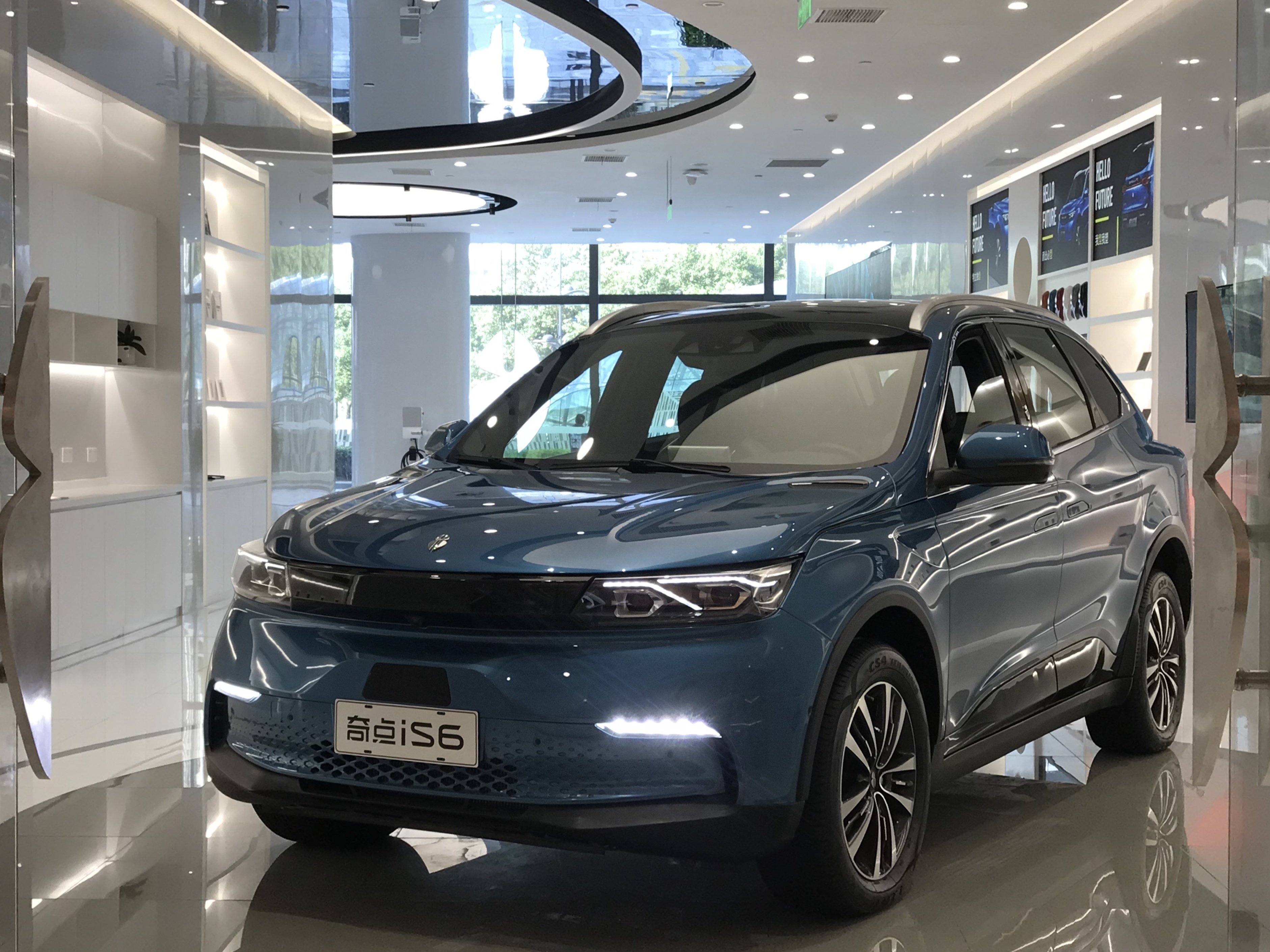
Singulato iS6 w salonie

W maju 2018 roku chiński startup Singulato zaprezentował swój pierwszy produkcyjny samochód osobowy pod postacią dużego SUV-a o napędzie elektrycznym. Model iS6 utrzymano w formie łączącej awangardowe detale z klasyczną sylwetką pojazdu tej klasy, wyróżniając się wyświetlaczem z komunikatami między przednimi oraz tylnymi lampami, a także tylnymi drzwiami otwieranymi "pod wiatr". 
W środku samochód zyskał duży, 16,4-calowy wyświetlacz dotykowy umożliwiający sterowanie systemem multimedialnym, nawigacją, radiem i klimatyzacją. Kabina pasażerska została wykończona mieszanką skóry i drewna.

### Sprzedaż
Produkcja Singulato iS6 z przeznaczeniem na wewnętrzny chiński rynek miała ruszyć w roku premiery, 2018, jednak w listopadzie tego roku producent poinformował o opóźnieniu i przesunięciu jej na 2019 rok. Termin ten również nie spotkał się zrealizacją, a firma nie była w stanie znaleźć kontraktora do produkcji jeszcze przez kolejne 2 lata. Po porażce, w 2023 roku ogłosiła bankructwo, a iS6 nigdy nie trafiło na rynek.

### Dane techniczne
Napęd elektryczny Singulato iS6 składał się z dwóch silników, których łączna moc wynosi 349 KM, a maksymalny moment obrotowy to 580 Nm momentu obrotowego. Zasięg na jednym ładowaniu pojazdu wynosi 400 kilometrów.